# Wilfrid Bennett Lewis
Wilfrid Bennett Lewis, CC, CBE, FRSC, FRS (* 24. Juni 1908 in Castle Carrock, Cumberland, England; † 10. Januar 1987 in Deep River, Ontario) war ein kanadischer Physiker und Kerntechniker, der wesentlich an der Entwicklung und deren Organisation für den kanadischen CANDU-Atomreaktor beteiligt war.

## Leben
Lewis schloss sein Physikstudium am Cavendish-Laboratorium der University of Cambridge 1934 mit der Promotion ab. Seine Forschungsarbeiten in Kernphysik setzte er dort bis 1939 fort. Von 1939 bis 1946 arbeitete er für das Air Ministry, zuletzt als Chief Superintendent des Telecommunications Research Establishment. 1946 siedelte er im Austausch gegen J. D. Cockcroft um nach Kanada, dort arbeitete er als Leiter des Forschungsbereiches Atomenergie am National Research Council of Canada in den Chalk River Laboratories. Ab 1952 arbeitete er für die Atomic Energy of Canada Limited (AECL), von 1952 bis 1963 als deren Vizepräsident für Forschung und Entwicklung, danach von 1963 bis 1973 als Vizepräsident und wissenschaftlicher Leiter.
Ab Mitte der 1940er Jahre leitete Lewis die Entwicklung des mit Natururan als Kernbrennstoff und schwerem Wasser (Deuteriumoxid) zur Steuerung des Neutronenflusses betriebene CANDU-Systems. Dieses System zeichnet sich im kommerziellen Betrieb durch besondere Wirtschaftlichkeit und eine hohe Sicherheit aus. Die AECL wurde auch Weltmarktführer für die Produktion von Radioisotopen für medizinische Zwecke.
Von 1973 bis zu seinem Tod im Jahre 1987 arbeitete Lewis als Distinguished Professor of Science an der Queen’s University in Kingston, Ontario.
Von 1955 bis 1987 vertrat er Kanada im Scientific Advisory Committee für den Generalsekretär der Vereinten Nationen, bis 1971 auch auf den Genfer Atomkonferenzen. Darüber hinaus gehörte er dem wissenschaftlichen Beirat für den Generaldirektor der Internationalen Atomenergieorganisation (IAEO) an.
1994 veröffentlichte Ruth Fawcett seine Biographie unter dem Titel Nuclear Pursuits.

## Ehrungen
- 1945 wurde er als Fellow in die Royal Society in London aufgenommen.
- 1946 wurde er zum Commander of the British Empire ernannt.
- 1964 erhielt er einen Ehrendoktor (honorary Doctor of Science) der University of Saskatchewan.
- 1966 erhielt er als erster Preisträger den Outstanding Achievement Award of the Public Service of Canada verliehen.
- 1967 wurde er als Companion in den Order of Canada aufgenommen.
- 1967 wurde ihm am 14. November zusammen mit Isidor I. Rabi und Bertrand L. Goldschmidt der amerikanische Atoms for Peace Award der Ford-Foundation verliehen.
- 1972 erhielt er die Royal Medal der Royal Society of London.
- 1981 erhielt er den vom Energieministerium der Vereinigten Staaten verliehenen Enrico-Fermi-Preis.